# Mickey egér művek
A Mickey egér művek (eredeti cím: Mickey Mouse Works) amerikai televíziós animációs sorozat, amelyet a Walt Disney Television Animation készített. Egy fél órás epizód több különböző hosszúságú szegmensből áll, amelyeket később megismételtek a Mickey egér klubja című sorozatban.
A szegmensek főszereplői Mickey egér, Minnie egér, Donald kacsa, Daisy kacsa, Goofy, Pluto, és Ludwig Von Drake voltak, de kisebb-nagyobb szerepekre feltűnt még benne Horace Horsecollar, Clarabelle, Tiki, Niki és Viki, Chip és Dale, Dagobert McCsip, Pete, valamint Mortimer egér is. Amerikában 1999 és 2000 között az ABC sugározta, Magyarországon az RTL Klub adta le.

## Szereplők
| Szereplő         | Eredeti hang                   | Magyar hang                                                |
| ---------------- | ------------------------------ | ---------------------------------------------------------- |
| Mickey egér      | Wayne Allwine                  | Rajkai Zoltán                                              |
| Donald kacsa     | Tony Anselmo                   | Bolba Tamás                                                |
| Goofy            | Bill Farmer                    | Szombathy Gyula                                            |
| Pluto            | Bill Farmer                    | saját hangján                                              |
| Minnie egér      | Russi Taylor                   | Mezei Kitty                                                |
| Daisy kacsa      | Tress MacNeille Diane Michelle | Orosz Anna                                                 |
| Ludwig Von Drake | Corey Burton                   | Rosta Sándor                                               |
| Pete             | Jim Cummings                   | Vass Gábor (1. hang) Koroknay Géza (2. hang)               |
| Dagobert McCsip  | Alan Young                     | Pálfai Péter                                               |
| Niki             | Tony Anselmo                   | ?                                                          |
| Tiki             | Tony Anselmo                   | ?                                                          |
| Viki             | Tony Anselmo                   | ?                                                          |
| Chip             | Tress MacNeille                | ?                                                          |
| Dale             | Tress MacNeille                | ?                                                          |
| Clarabelle       | April Winchell Jane Withers    | Molnár Piroska                                             |
| Mortimer egér    | Maurice LaMarche               | Csík Csaba Krisztián (1. hang) Karácsonyi Zoltán (2. hang) |